# Берлиния
Берли́ния (лат. Berlinia) — род деревянистых растений семейства Бобовые (Fabaceae). Распространён в тропических регионах Африки.

## Название
Род растений назван шведским натуралистом Даниэлем Соландером (1733—1782) в честь другого шведского натуралиста, ученика Соландера и Карла Линнея, Андерса Берлина (1746—1773), в 1771—1773 путешествовавшего по Сьерра-Леоне.

## Ботаническое описание
Неразветвлённые вечнозелёные деревья. Листья парноперистые, с прилистниками в основании. Листочки супротивные, в 2—5 парах, на коротких черешочках, иногда неравнобокие, у некоторых видов с просвечивающими пятнышками.
Соцветия — кисти или метёлки из кистей. Прицветнички неопадающие, развитые, в числе 2. Чашечка из 5 почти равных чашелистиков. Венчик пятилепестковый, верхний из них наиболее развит, остальные — почти полностью редуцированы, реже — все развитые. Тычинки в числе 10, из которых 9 — сросшиеся в основании, 1 — свободная. Завязь с 2—8 семязачатками.
Боб раскрывается на две деревянистые створки. Семена уплощённые, эллиптические, узкояйцевидные или угловатые.

## Ареал
Африканский тропический род. Наибольшее видовое разнообразие наблюдается в центральной и западной Африке.

## Таксономия

### Синонимы
- Macroberlinia (Harms) Hauman, 1952
- Westia Vahl, 1810, nom. rej.

### Виды
- Berlinia auriculata Benth., 1865
- Berlinia bracteosa Benth., 1865
- Berlinia bruneelii (De Wild.) Torre & Hillc., 1955
- Berlinia confusa Hoyle, 1934
- Berlinia congolensis (Baker f.) Keay, 1954
- Berlinia coriacea Keay, 1954
- Berlinia craibiana Baker f., 1913
- Berlinia giorgii De Wild., 1925
- Berlinia grandiflora (Vahl) Hutch. & Dalziel, 1928
- Berlinia lundensis Torre & Hillc., 1955
- Berlinia occidentalis Keay, 1954
- Berlinia orientalis Brenan, 1963
- Berlinia sapinii De Wild., 1910
- Berlinia tomentella Keay, 1954
- Berlinia viridicans Baker f., 1928